# Rautojåkka (Torne)
De Rautojåkka, Samisch: Rávdojohka, is een beek in het noorden van Zweden, stroomt daar door de gemeente Kiruna, door het Rautomeer, Zweeds: Rautojärvi, en naar het noordoosten door het Alameer en is 5550 meter lang.
Er ligt nog een andere rivier met dezelfde naam Rautojåkka in het gebied.
afwatering: Rautojåkka → Torne → Botnische Golf